# Thẩm phân phúc mạc
Thẩm phân phúc mạc (PD)  là một loại lọc máu sử dụng phúc mạc trong bụng của một người như màng mà qua đó các chất lỏng và chất hòa tan được trao đổi với máu.  Nó được sử dụng để loại bỏ chất lỏng dư thừa,  các vấn đề điện giải, và loại bỏ độc tố ở những người có suy thận.   Thẩm phân phúc mạc có kết quả tốt hơn so với chạy thận nhân tạo trong vài năm đầu. [3] Các lợi ích khác bao gồm sự linh hoạt cao hơn và khả năng dung nạp tốt hơn ở những người có bệnh tim đáng kể.
Các biến chứng có thể bao gồm nhiễm trùng trong ổ bụng, thoát vị, đường huyết cao, chảy máu ở bụng và tắc nghẽn ống thông. Sử dụng là không thể ở những người có phẫu thuật bụng trước đáng kể hoặc bệnh viêm ruột.  Nó đòi hỏi một mức độ kỹ năng kỹ thuật để được thực hiện đúng cách.
Trong thẩm phân phúc mạc, một giải pháp cụ thể được giới thiệu thông qua một ống vĩnh viễn ở vùng bụng dưới và sau đó được lấy ra. [2] Điều này có thể xảy ra thường xuyên trong suốt cả ngày, được gọi là thẩm tách tuần hoàn liên tục, hoặc vào ban đêm với sự hỗ trợ của một máy, được gọi là thẩm phân phúc mạc tự động. [2] Dung dịch thường được làm bằng natri chloride, hydro cacbonat và một chất thẩm thấu như glucose.
Thẩm phân phúc mạc được thực hiện lần đầu tiên vào những năm 1920; tuy nhiên, việc sử dụng lâu dài đã không đi vào hoạt động y tế cho đến những năm 1960. Giải pháp được sử dụng cho thẩm tách màng bụng là trong Danh sách các loại thuốc thiết yếu của Tổ chức Y tế Thế giới, các loại thuốc hiệu quả và an toàn nhất cần thiết trong một hệ thống y tế. Chi phí của giải pháp lọc máu ở các nước đang phát triển là khoảng 6,77 đến 7,30 USD / túi 2 lít hoặc khoảng 12.000 USD mỗi năm. Ở Hoa Kỳ, chi phí của chính phủ cho thẩm phân phúc mạc của một người là khoảng 53,400 USD mỗi năm. Trong thẩm tách màng bụng Hoa Kỳ, chi phí cho chính phủ là 53.400 USD / người / năm. Tính đến năm 2009, thẩm phân phúc mạc đã có sẵn ở 12 trong tổng số 53 nước châu Phi.

## Ảnh hưởng sức khỏe
PD kém hiệu quả trong việc loại bỏ chất thải ra khỏi cơ thể hơn là chạy thận nhân tạo, và sự hiện diện của ống dẫn đến nguy cơ viêm phúc mạc do khả năng đưa vi khuẩn vào bụng. Không đủ bằng chứng rõ ràng về cách điều trị tốt nhất cho viêm phúc mạc liên quan đến PD, mặc dù truyền trực tiếp kháng sinh vào màng bụng dường như có lợi thế nhỏ so với đường tiêm tĩnh mạch; không có lợi thế rõ ràng cho các phương pháp điều trị thường được sử dụng khác như rửa dạ dày thường quy hoặc sử dụng urokinase. Việc sử dụng mũi phòng ngừa mupirocin có tác dụng không rõ ràng đối với viêm phúc mạc
. Nhiễm trùng có thể xảy ra thường xuyên 15 tháng một lần (0.8 đợt mỗi năm bệnh nhân). So với chạy thận nhân tạo, PD cho phép di chuyển bệnh nhân lớn hơn, ít gây ra các triệu chứng do tính liên tục của nó, và các hợp chất phosphate được loại bỏ tốt hơn, nhưng loại bỏ albumin lớn đòi hỏi phải theo dõi liên tục tình trạng dinh dưỡng. Chi phí của PD thường thấp hơn so với HD ở hầu hết các nơi trên thế giới, lợi thế chi phí này rõ ràng nhất ở các nền kinh tế phát triển. Không có đủ nghiên cứu để so sánh đầy đủ các rủi ro và lợi ích giữa CAPD và APD; Cochrane Review của ba thử nghiệm lâm sàng nhỏ không tìm thấy sự khác biệt về kết quả lâm sàng quan trọng (bệnh tật hoặc tử vong) cho bệnh nhân với bệnh thận giai đoạn cuối, cũng không có lợi thế gì trong việc bảo tồn chức năng của thận. Kết quả cho thấy APD có thể có lợi thế tâm lý xã hội cho bệnh nhân trẻ và những người được tuyển dụng hoặc theo đuổi một nền giáo dục.
Các biến chứng khác bao gồm hạ huyết áp (do trao đổi chất lỏng dư thừa và hạ natri máu, giảm đau lưng và [thoát vị] hoặc chất lỏng rò rỉ do áp suất cao trong bụng. PD cũng có thể được sử dụng cho bệnh nhân loạn nhịp tim vì nó không dẫn đến thay đổi nhanh chóng và đáng kể đối với dịch cơ thể, và cho bệnh nhân insulin phụ thuộc đái tháo đường do không có khả năng kiểm soát mức lượng đường trong máu qua ống thông. Tăng triglyceride máu và béo phì cũng là mối quan tâm do lượng lớn glucose trong chất lỏng, có thể thêm 500-1200 calorie vào chế độ ăn uống mỗi ngày
.  Trong ba loại kết nối và hệ thống trao đổi chất lỏng (tiêu chuẩn, túi đôi và y-set; hai loại sau liên quan đến hai túi và chỉ một kết nối với ống thông, bộ y sử dụng một kết nối hình chữ y duy nhất giữa các túi liên quan đổ, xả ra sau đó đổ đầy màng bụng qua cùng một kết nối) các hệ thống túi đôi và y-set đã được tìm thấy vượt trội so với các hệ thống thông thường trong việc ngăn ngừa viêm phúc mạc.